# Filipe Bordon
Pour les articles homonymes, voir Bordon.
Filipe Bordon est un footballeur brésilien né le 24 juin 2005 à Ribeirão Preto. Il joue au poste de défenseur central au FC Südtirol. 

## Carrière

### En club
Né à Ribeirão Preto, il a commencé avec les catégories des jeunes de Botafogo FC. Il a également joué avec les jeunes de l'AA Internacional, de l'Associação Ferroviária de Esportes et du CA Paranaense. 
En septembre 2023, il est prêté à la SS Lazio. Il commence avec les moins des 20 ans mais il s'entraîne avec l'équipe première. Il est convoqué pour la première fois pour un match de serie A le 10 novembre 2024 contre Monza mais il reste sur le banc. 

### En sélection
Avec les moins de 20 ans, il participe au Championnat de la CONMEBOL en 2025 au Venezuela. Il joue 4 matchs pendant ce tournoi et le Brésil remporte le titre.

## Palmarès
- Vainqueur du Championnat de la CONMEBOL des moins de 20 ans en 2025